# Capo Čaplin
Capo Čaplin (in russo мыс Чаплина; in yupik Ангазик, Angazik) si trova in Russia, nel Circondario autonomo della Čukotka (Circondario federale dell'Estremo Oriente); amministrativamente è compreso nel Providenskij rajon. È situato sul lato orientale della penisola dei Ciukci, nel mare di Bering, a sud-est dell'isola di Yttygran; due strisce di terra collegano capo Čaplin alla terraferma e delimitano a nord e a sud il lago Najvak (озеро Найвак). A capo Čaplin si trova il villaggio yupik di Čaplino (Angazik).

## Toponimo
Capo Čaplin è stato così denominato, nel 1828, da Fëdor Petrovič Litke in onore del guardiamarina Pëtr Avraamovič Čaplin (Петр Авраамович Чаплин), un membro della prima spedizione in Kamčatka. Altre fonti sostengono che Čaplin era un toponimo preesistente  e derivante da Šaplin, il nome di uno sciamano locale. Una vecchia mappa statunitense di rilievi geodetici del Pacifico del nord supporta quest'ultima versione.